# Limnichites imparatus
Limnichites imparatus är en skalbaggsart som beskrevs av Wooldridge 1977. Limnichites imparatus ingår i släktet Limnichites och familjen lerstrandbaggar. Inga underarter finns listade i Catalogue of Life.